# Бергельсон Лев Давидович
Лев Давидович Бергельсон (8 серпня 1918, Гайсин, Подільська губернія, Українська Радянська Республіка — 25 травня 2014, Єрусалим, Ізраїль) — радянський та ізраїльський біохімік, член-кореспондент АН СРСР і РАН.

## Біографія

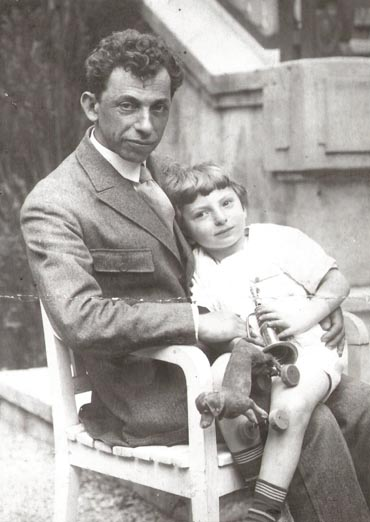
Лев Бергельсон у дитинстві з батьком. Берлін. 1922 рік

Народився у сім'ї одного з класиків єврейської прози на їдиші Давида Рафаїловича Бергельсона і Цили Львівни Бергельсон (1896—1968). У 1921 році батьківщина Бергельсон покинула радянську Україну і емігрувала до Німеччини, де осіла в Берліні. Із зростанням антисемітизму переїхали до Данії, де прожили два роки. У 1934 році переселилися в СРСР.
У 1941 році закінчив хімічний факультет МДУ їм. М. В. Ломоносова. Учасник Великої Вітчизняної війни, був нагороджений орденом Червоної Зірки (1945), медаллю «За відвагу», медаллю «За бойові заслуги» та іншими нагородами (див. нижче).
У 1946 році вступив до аспірантури Інституту органічної хімії АН СРСР, яку не встиг закінчити, оскільки його батько в 1949 році був заарештований і розстріляний у справі Єврейського антифашистського комітету. Як син «ворога народу» разом з дружиною і маленькою дочкою був відправлений у заслання.
Після XX з'їзду КПРС повернувся до Москви і активно зайнявся наукою. У 1960 році захистив докторську дисертацію і став професором. У 1962 році він заснував першу в СРСР спеціалізовану лабораторію ліпідів при Інституті біоорганічної хімії АН СРСР, а в 1986 році створив лабораторію простагландинів при Всесоюзному кардіологічному центрі АМН СРСР.
В 1968 році був обраний членом-кореспондентом АН СРСР.
У 1991 році репатріювався до Ізраїлю, був професором Єврейського університету в Єрусалимі, керував лабораторією біологічних мембран. Виступав з лекціями з біохімії в ряді європейських та американських університетів. Був визнаний в Ізраїлі в'язнем Сіону.

## Родина
- Дружина (з 1942 року) — Ноемі Леонівна Островер (нар. 1921).
- Двоюрідна сестра — єврейська радянська поетеса Двойра Шулимовна (Віра Соломонівна) Хорол (1894—1982), дружина літературознавця та історика Абрама Давидовича Юдицького (1886—1943), мати доктора технічних наук Семена Абрамовича Юдицького (нар. 1932).

## Наукова діяльність
Головна сфера наукових інтересів — дослідження змін структури та молекулярної організації мембранних ліпідів при різних патологіях, особливо при атеросклерозі і онкологічних захворюваннях. Є засновником вітчизняної наукової школи з вивчення ліпідів. Спільно з учнями відкрив цілий ряд раніше невідомих ліпідних речовин і розробив нові підходи до вивчення надмолекулярної організації біологічних мембран.
У 1960—1962 роках Лев Бергельсон спільно з М. М. Шемякін:
- за допомогою окисної циклізації ряду ді-, три — і тетраацетиленових складних ефірів отримав велику кількість відповідних кетонів,
- знайшов шляхи спрямованого стереорегулювання реакції Віттіга, а потім за допомогою цього методу здійснив синтез лінолевої (1962) і октадекатрієнових (1964) кислот.

Показав (1964), що в насінні рослин, жирах ссавців, риб, в мікроорганізмах поряд з тригліцеридами містяться ефіри вищих жирних кислот і різних гліколів. Також проводив дослідження у галузі стереохімії, за конформаційному аналізу, з хімії біополімерів і фізіологічно активних сполук.
В цілому автор трьох монографій, понад чотирьохсот наукових робіт, 11 авторських свідоцтв і патентів.

## Нагороди та звання
- Державна премія СРСР в галузі науки і техніки за цикл робіт 1965—1983 рр.. «Структура і функції ліпідів» (1985).
- Премія Генріха Віланда
- Орден Червоної Зірки (1945)
- Медаль «За відвагу»
- Медаль «За взяття Будапешта»
- Медаль «За визволення Белграда»
- Медаль «За перемогу над Німеччиною у Великій Вітчизняній війні 1941—1945 рр.»
- Медаль «20 років перемоги у Великій Вітчизняній війні 1941—1945 рр.»
- Медаль «В ознаменування 100-річчя з дня народження Володимира Ілліча Леніна» (1970)
- Орден Вітчизняної війни 2-го ступеня» (1985)